# Sinopoda licenti
Sinopoda licenti là một loài nhện trong họ Sparassidae. S. licenti được Ehrenfried Schenkel-Haas miêu tả năm 1953.